# София Албертина фон Ербах-Ербах
София Албертина фон Ербах-Ербах (на немски: Sophia Albertine von Erbach-Erbach; * 30 юли 1683, Ербах; † 4 септември 1742, Айзфелд) е графиня от Ербах-Ербах и чрез женитба херцогиня на Саксония-Хилдбургхаузен. От 1724 до 1728 г. тя е регентка на Саксония-Хилдбургхаузен.

## Живот
Тя е най-малката дъщеря на генерал граф Георг Лудвиг I фон Ербах-Ербах (1643 – 1693) и съпругата му графиня Амалия Катарина фон Валдек-Айзенберг (1640 – 1697), дъщеря на граф Филип Дитрих фон Валдек (1614 – 1645) и графиня Мария Магдалена фон Насау-Зиген (1622 – 1647). Сестра е на Филип Лудвиг фон Ербах-Ербах (1669 – 1720) и Фридрих Карл фон Ербах-Лимпург (1680 – 1731).
София Албертина се омъжва на 10 юни 1726 г. в Ербах за херцог Ернст Фридрих I фон Саксония-Хилдбургхаузен (1681 – 1724).  Тя трябва сама да възпитава децата си, понеже нейният съпруг повечето време е като войник извън страната.
След смъртта на съпруга ѝ през 1724 г. София Албертина води регентството за малолетния си син Ернст Фридрих II. Тя намалява данъците и продава ценната херцогска библиотека. След поемането на управлението на нейния син тя се оттегля във вдовишката си резиденция дворец Айзфелд.
- София Албертина фон Ербах-Ербах, херцогиня на Саксония-Хилдбургхаузен
- Дворец Хилдбургхаузен ок. 1720
- Дворец Айзфелд

## Деца
София Албертина и Ернст Фридрих I имат децата:
- Ернст Лудвиг Холандинус (1704 – 1704)
- София Амалия Елизабет (1705 – 1708)
- Ернст Лудвиг Албрехт (1707 – 1707)
- Ернст Фридрих II (1707 – 1745), херцог на Саксония-Хилдбургхаузен, женен на 10 юни 1726 г. за графиня Каролина фон Ербах-Фюрстенау (1700 – 1758), дъщеря на граф Филип Карл фон Ербах (1677 – 1736)
- Фридрих Аугуст (1709 – 1710)
- Лудвиг Фридрих (1710 – 1759), женен на 4 май 1749 г. за принцеса Кристиана Луиза фон Шлезвиг-Холщайн-Норбург-Пльон (1713 – 1778), дъщеря на херцог Йоахим Фридрих фон Шлезвиг-Холщайн-Зондербург-Пльон (1668 – 1722)
- дъщеря (*/† 1711)
- дъщеря (*/† 1712)
- Елизабет Албертина (1713 – 1761), омъжена на 5 февруари 1735 г. за херцог Карл фон Мекленбург (1708–1752)
- Емануел Фридрих Карл (1715 – 1718)
- Елизабет София (1717 – 1717)
- дъщеря (*/† 1719)
- Георг Фридрих Вилхелм (1720 – 1721)
- син (*/† 1721)